# Józef Olekszak

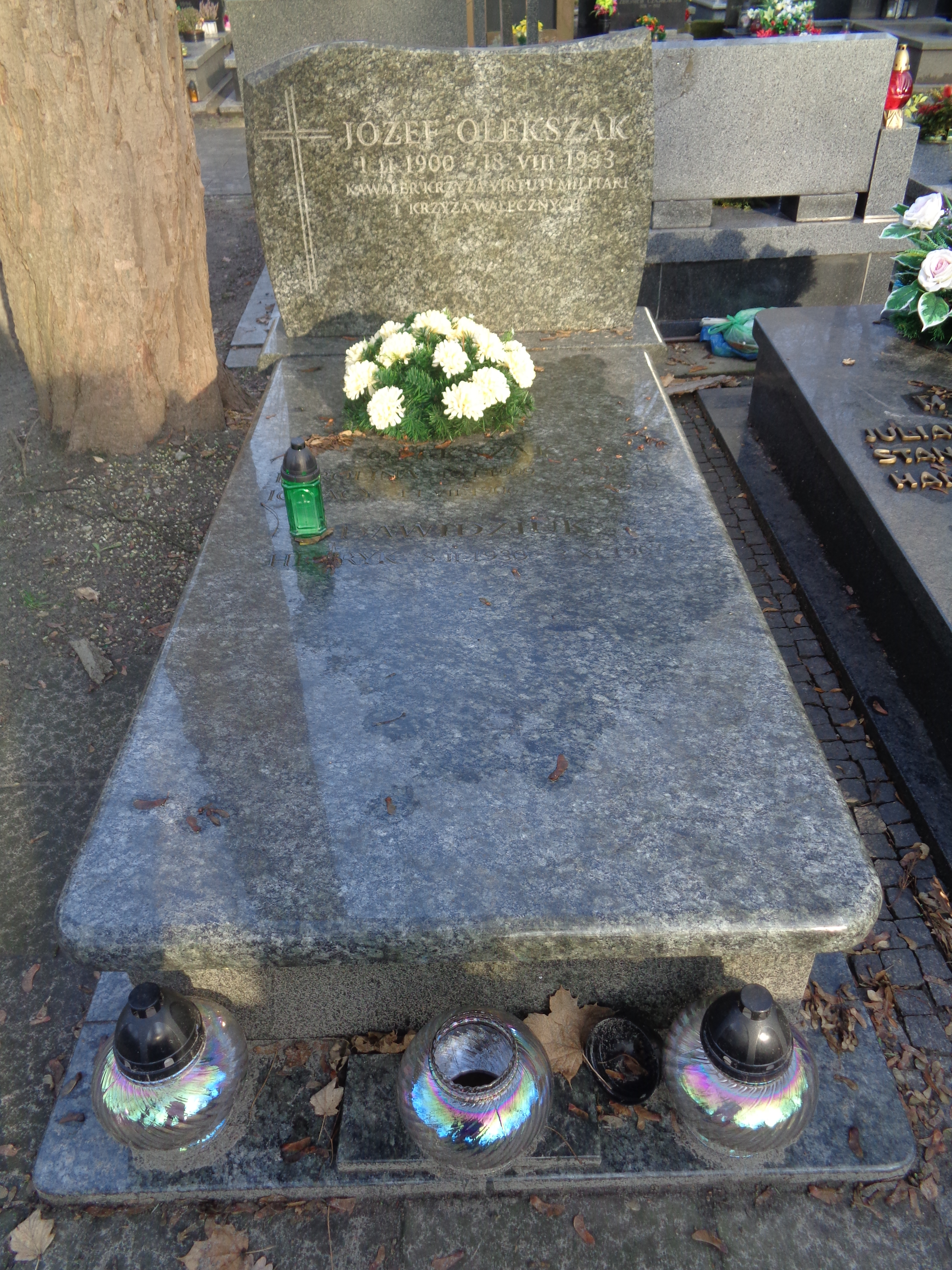
Grób Józefa Olekszaka na Cmentarzu Wojskowym na Powązkach

Józef Stanisław Olekszak (ur. 1 lutego 1900 w Laskowie, zm. 19 sierpnia 1933 w Warszawie) – sierżant Wojska Polskiego. Kawaler Orderu Virtuti Militari.

## Życiorys
Urodził się 1 lutego 1900 w Laskowie w rodzinie Stanisława i Heleny z d. Olszanowska.
Absolwent gimnazjum we Wrześni. Ochotnik Armii Wielkopolskiej w powstaniu wielkopolskim. Ranny w walkach pod Krotoszynem. Po powrocie do zdrowia wstąpił do 2 pułku Strzelców Wielkopolskich, z którym walczył na wojnie polsko-bolszewickiej. Wyróżnił się w walkach pod Mińskiem Mazowieckim, za które został odznaczony Orderem Virtuti Militari. Po wojnie został żołnierzem zawodowym. Zginął 19 sierpnia 1933 w Warszawie w wypadku samochodowym. Pochowany na cmentarzu wojskowym na Powązkach (kwatera C20-2-8).

## Życie prywatne
Żonaty z Jadwigą Dobrowolską, mieli syna Ludwika. 

## Ordery i odznaczenia
- Krzyż Srebrny Orderu Wojskowego Virtuti Militari